# Lingua spagnola medievale

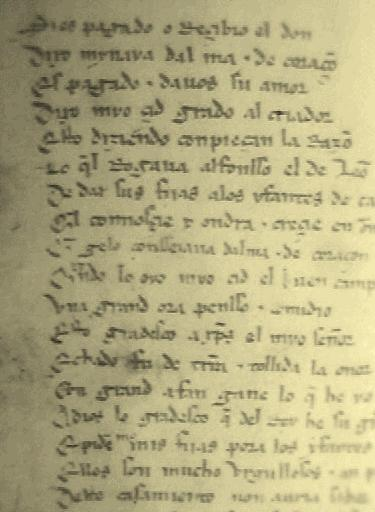
Una pagina del Cantar de Mio Cid, in spagnolo antico

Lo spagnolo antico o spagnolo medievale fu una varietà dello spagnolo parlata nella Penisola Iberica approssimativamente tra il X e l'inizio del XV secolo; più specificamente prima che avvenisse la riorganizzazione consonantica che avrebbe dato origine allo spagnolo contemporaneo. La prima opera di un certo spessore della letteratura in castigliano medievale è quella del Cantar de Mio Cid o Poema de mio Cid, scritta verso la fine del XII o inizi del XIII secolo da autore anonimo.

## Fonetica e fonologia
Il sistema fonologico dello spagnolo antico era molto più vicino a quello delle altre lingue romanze rispetto a quello attuale. Quello più antico che possiamo ricostruire con certezza si sarebbe mantenuto più o meno senza mutazioni  grosso modo tra il X e il XIV secolo. Questo sistema sarebbe stato dato da tre paia di sibilanti, sorde e sonore con valore fonologicamente distinto:
- Due affricate dentali sorda e sonora: [ʦ] e [ʣ], rappresentate graficamente con ç davanti ad a/o/u, c davanti e/i, e z;
- Due fricative apicoalveolari sorda e sonora: [s] e [z], rappresentate dalla s all'inizio di sillaba e finale di parola o da ss tra due vocali;
- Due fricative prepalatali (postalveolari) sorda e sonora: [ʃ] e [ʒ] (rispettivamente come la sc di "pesce" in italiano e la j catalana o francese), rappresentate da x, e j/g davanti alle vocali palatali e/i.

Nello spagnolo medievale non esisteva il suono fricativo velare sordo ([x]), corrispondente alla grafia j o (davanti ad e/i) g, come nella controparte moderna; nemmeno esisteva il suono interdentale fricativo sordo ([θ]), che viene oggi rappresentato con la grafia z o (davanti ad e/i) c.
La v si pronunciava sempre come un suono fricativo, sebbene non si sappia con certezza se la sua realizzazione esatta fosse stata bilabiale o labiodentale. Un'incongruenza della lingua dell'epoca era che la lettera f poteva rappresentare non solo il suo valore fonetico attuale ma anche una aspirazione (simile alla h inglese), scomparsa poi nella pronuncia ma non nella grafia, dove è diventata una h etimologica: fasta (oggi "hasta"), fablar (oggi "hablar"). In alcuni regioni dell'America Latina e della Spagna ancora si pronuncia la h, per esempio in hierro pronunciato come se fosse scritto jierro (AFI: [ˈχjɛro]).
Un fenomeno tipico di alcuni momenti dello spagnolo medievale fu la cosiddetta «apocope estrema».

### Schema delle consonanti
Il sistema consonantico trattato nella sezione precedente può riassumersi nel seguente schema fonemico:
|                    | Labiale | Dentale | Alveolare | Palatale | Velare |
| ------------------ | ------- | ------- | --------- | -------- | ------ |
| costrittiva sorda  | p       | t       | t͡s        | t͡ʃ       | k      |
| costrittiva sonora | b       | d       | d͡z        | ʒ        | g      |
| fricativa sorda    | ɸ       |         | s         | ʃ        |        |
| fricativa sonora   | β       |         | z         | ʐ        |        |
| nasale             | m       |         | n         | ɲ        |        |
| vibrante           |         |         | ɾ, r      |          |        |
| laterale           |         |         | l         | ʎ        |        |

- Il fonema [ɸ], che potrebbe anche essere scritto come f o h, avrebbe due allofoni:
  - [f]/[ɸ] davanti a [w], come in fuerte, o davanti a [ɾ] e [l], come in flor o frío
  - [h] nel resto dei casi, come in horma, harina, humo, hierro, ecc.

Viene evidenziato nel sistema precedente l'esistenza di una serie completa di fricative sonore, scomparsa nello spagnolo moderno, attraverso diversi mutamenti: /β /> /b/, /ɸ /> /f/ o "Ø" a seconda del contesto fonetico; /z /> /s/, /ž/> /š/> /x/. Spariscono anche diverse fricative attraverso i cambiamenti: /ĵ /> /č/, /dz/> /ş/, /ts/> /ş/. Quest'ultimo fonema /ş/ diede nello spagnolo settentrionale moderno /θ/ e nel resto dello spagnolo /s/.
A partire dalla fine del XVI secolo e la metà del XVII secolo l'inventario fonologico si sarebbe assottigliato a causa della perdita di sonorità nelle fricative e della riorganizzazione consonantica secondo il seguente schema:
|                    | Labiale | Dentale | Alveolare | Palatale | Velare |
| ------------------ | ------- | ------- | --------- | -------- | ------ |
| costrittiva        | p       | t       | t         | t͡ʃ       | k      |
| costrittiva sonora | b       | d       | d         |          | g      |
| fricativa sorda    | ɸ       | s̪       | s̠         | ʃ        |        |
| nasale             | m       | n       | n         | ɲ        |        |
| vibrante           |         | ɾ, r    | ɾ, r      |          |        |
| laterale           |         | l       | l         | ʎ        |        |

## Morfologia e sintassi
Nel mutamento dallo spagnolo antico allo spagnolo moderno si produssero numerosi cambiamenti analogici e regolarizzazioni, specialmente nel paradigma verbale. Per esempio, nello spagnolo antico sono frequenti forme di preterito perfetto semplice in -uve molte delle quali conservatesi nella lingua moderna (anduve, tuve, ...) mentre altre sono scomparse come (conuve 'conocí' o in modo similare truje 'traje', ...).
| Infinito spagnolo | Spagnolo antico | Forma regolarizzata | Stadio |
| ----------------- | --------------- | ------------------- | ------ |
| conocer           | conuve          | conocí              | (1)    |
| traer             | truje           | traje               | (2)    |
| andar             | anduve          | *andé               | (3)    |
| tener             | tuve            | *tení               | (4)    |

I primi due esempi mostrano forme di preteriti regolarizzati nello spagnolo generale, mentre gli ultimi due mostrano tendenze nello spagnolo popolare e nello spagnolo infantile che non sono state accettate unanimemente nella lingua (di conseguenza essi sono contrassegnati con [*]).
Si sono inoltre eliminate alcune forme di singolare in -s come tiempos (latino < tempus) 'tiempo' (ormai conservatesi solo in alcune proverbi) o uebos (latino < opus) 'lavoro, opera, sforzo' come nelle  frasi seguenti:
qué tiempos, ... 'che epoca [più ...]'
uebos me es fazerlo (< opus mihi est illud facere) 'sono obbligato a farlo'

### Sintassi
Nello spagnolo medievale i perfetti composti dei verbi di movimento si costruivano con l'ausiliare "ser" (come in italiano):
(1) Las mugieres son llegadas a Castiella.
Spagnolo moderno: 'Las mujeres han llegado a Castilla'.
L'appartenenza o possesso si esprimeva  (come in italiano)  con il verbo aver (oggi haber):
(2) Pedro dos fijas ha
Spagnolo moderno: 'Pedro tiene dos hijas'
Nel preterito perfetto composto, il participio passato di solito concordava in genere e numero con l'oggetto diretto. Per esempio:
(3) María ha cantadas dos canciones
Spagnolo moderno: 'María ha cantado dos canciones' (come in italiano).
Le caratteristiche (1) a (3) ormai non si trovano nello spagnolo moderno, diversamente da altre lingue romanze, come il francese e l'italiano:
(1a) Les femmes sont arrivées à Castille
(1b) Le donne sono arrivate in Castiglia
Spagnolo moderno: 'Las mujeres han llegado a Castilla'
(2a) Pierre a deux filles
(2b) Pietro ha due figlie
Spagnolo moderno: 'Pedro tiene dos hijas'
(3a) Les chansons que Marie a chantées
(3b) Le canzoni che Maria ha cantato [?]
Spagnolo moderno: 'Las canciones que María ha cantado'
I pronomi personali atoni potevano essere enclitici (posposti al verbo) non solo all'imperativo positivo, all'infinito e al gerundio, ma anche in qualunque forma verbale, compreso nei sostantivi (come attestano molte di queste forme nel poema del Cid). Generalmente, i pronomi atoni erano enclitici nelle proposizioni principali e proclitici nelle subordinate. Per esempio: tornós' (tornóse) pora su casa; la mánol' (mánole) va besar = la mano le va a besar. L'ordine delle parole all'interno della frase era più libero che nello spagnolo moderno, molte volte con il verbo posto alla fine: Cuya es la cosa, genitivo caso es.

## Lessico storico
Il vocabolario evolve continuamente nel corso della storia di una lingua. Ci sono vocaboli che man mano diventano arcaici e disusati; poi sono sostituiti da nuovi termini o semplicemente cambiano di significato. Inoltre, lo sviluppo della tecnologia comporta anche l'incremento di nuove parole nel vocabolario di una lingua. Nel castigliano medievale, esistevano parole, oggi non più in uso, che risulterebbe impossibile comprendere senza l'ausilio del dizionario: cras (dal latino CRAS, sp. mod. 'mañana' nel significato di "giorno dopo"); man (dal latino MANE, sp. mod. 'amanecer', "alba"); uço (uzo) (dal latino USTIUM 'piccola porta, imposta').
Una curiosità dello spagnolo antico è che molte parole recanti un gruppo consonantico dotto latino come -CT- o -PT- erano semplificate. Ma poi la forma dotta finì per essere reintrodotta nella lingua, dando a volte "doppioni" con significati diversi. Per esempio: ACCEPTARE > acetar (forma arcaica) > aceptar (forma moderna); CAPTARE > catar (forma arcaica, nel significato di 'mirar', "guardare") > captar (forma moderna); RESPECTUS > respeto (forma arcaica) > respeto e respecto (forme moderne).
Qui di seguito mostriamo alcune forme in latino con le corrispondenti in castigliano medievale e in spagnolo moderno.
| Latino                                  | Castigliano antico                        | Spagnolo moderno                            |
| --------------------------------------- | ----------------------------------------- | ------------------------------------------- |
| acceptare, captare, effectus, respectus | acetar, catar, efeto, respeto             | aceptar, captar, efecto, respecto e respeto |
| et, non, nos, hic                       | e, et; non, no; nós; í                    | y, e; no; nosotros; ahí                     |
| stabat; habui, habebat; facere, fecisti | estava; ove, avié; far/fer/fazer, feziste | estaba; hube, había; hacer, hiciste         |
| hominem, mulier, infans                 | omne; mugier, muger; ifante               | hombre, mujer, infante                      |
| cras, mane (maneana); nunquam           | cras, man, mañana; nunqua                 | mañana, nunca                               |
| quando, quid, qui (quem), quo modo      | quando, que, qui, commo/cuemo             | cuando, que, quien, como                    |

## Testo con pronuncia
Questo è un passo tratto dal Poema del Cid (versi 330–365) che si può ascoltare nella sua pronuncia medievale Archiviato il 29 novembre 2020 in Internet Archive. restituita (letto da Jabier Elorrieta). Nella prima colonna si può vedere la trascrizione normativa del manoscritto originale; nella seconda, la traduzione in spagnolo moderno.
| –Ya Señor glorioso, Padre que en çielo estás, Fezist çielo e tierra, el terçero el mar, Fezist estrellas e luna, e el sol pora escalentar, Prisist encarnaçión en Santa María madre, En Beleem apareçist, commo fue tu veluntad, Pastores te glorificaron, oviéronte a laudare, Tres reyes de Arabia te vinieron adorar, Melchior e Gaspar e Baltasar, oro e tus e mirra Te ofreçieron, commo fue tu veluntad. Salvest a Jonás quando cayó en la mar, Salvest a Daniel con los leones en la mala cárçel, Salvest dentro en Roma al señor San Sabastián, Salvest a Santa Susaña del falso criminal, Por tierra andidiste treinta e dos años, Señor spirital, Mostrando los miráclos, por én avemos qué fablar, Del agua fezist vino e de la piedra pan, Resuçitest a Lázaro, ca fue tu voluntad, A los judíos te dexeste prender, do dizen monte Calvarie Pusiéronte en cruz, por nombre en Golgotá, Dos ladrones contigo, éstos de señas partes, El uno es en paraíso, ca el otro non entró allá, Estando en la cruz vertud fezist muy grant, Longinos era çiego, que nunquas’ vio alguandre, Diot’ con la lança en el costado, dont ixió la sangre, Corrió la sangre por el astil ayuso, las manos se ovo de untar, Alçólas arriba, llególas a la faz, Abrió sos ojos, cató a todas partes, En ti crovo al ora, por end es salvo de mal. En el monumento resuçitest e fust a los infiernos, Commo fue tu voluntad, Quebranteste las puertas e saqueste los padres santos. Tú eres rey de los reyes e de tod el mundo padre, A ti adoro e creo de toda voluntad, E ruego a San Peidro que me ajude a rogar Por mio Çid el Campeador, que Dios le curie de mal, Quando oy nos partimos, en vida nos faz juntar.– | –Oh, Señor glorioso, Padre que en cielo estás, Hiciste cielo y tierra, el tercero el mar, Hiciste estrellas y luna, y el sol para calentar, Te encarnaste en Santa María madre, En Belén apareciste, como fue tu voluntad, Pastores te glorificaron, te tuvieron que alabar, Tres reyes de Arabia te vinieron a adorar, Melchor y Gaspar y Baltasar, oro e incienso y mirra Te ofrecieron, como fue tu voluntad. Salvaste a Jonás cuando cayó en la mar, Salvaste a Daniel con los leones en la mala cárcel, Salvaste dentro de Roma al señor San Sebastián, Salvaste a Santa Susana del falso criminal, Por tierra anduviste treinta y dos años, Señor espiritual, Mostrando los milagros, por ende tenemos qué hablar, Del agua hiciste vino y de la piedra pan, Resucitaste a Lázaro, porque fue tu voluntad, A los judíos te dejaste prender, donde dicen monte Calvario Te pusieron en cruz, por nombre en Golgotá, Dos ladrones contigo, éstos de sendas partes, El uno es en paraíso, porque el otro no entró allá, Estando en la cruz virtud hiciste muy grande, Longinos era ciego, que nunca se vio jamás, Te dio con la lanza en el costado, donde salió la sangre, Corrió la sangre por el astil abajo, las manos se las tuvo que untar, Las alzó arriba, las elevó a la faz, Abrió sus ojos, miró a todas partes, En ti creyó entonces, por ende es salvado de mal. En el monumento resucitaste y fuiste a los infiernos, Como fue tu voluntad, Quebrantaste las puertas y sacaste los padres santos. Tú eres rey de los reyes y padre de todo el mundo, A ti te adoro y creo de toda voluntad, Y ruego a San Pedro que me ayude a rogar Por mi Cid el Campeador, que Dios le cure de mal, Cuando hoy nos partamos, en vida haznos juntar.– |